# Ilbandornis
Ilbandornis is een geslacht van uitgestorven niet-vliegende vogels uit het Laat-Mioceen van Australië. Dit dier behoort tot de familie Dromornithidae (dondervogels) uit de orde van de eendachtigen. Er zijn twee soorten, I.lawsoni en I. woodburnei.
Ilbandornis had de bouw van een hedendaagse struisvogel met slankere poten dan de overige dondervogels. De meeste onderzoekers beschouwen dromornithiden als herbivoor, wat wordt bevestigd door moleculaire analyse van de gastrolieten en eierschalen van zowel Ilbandornis als de verwante Genyornis. Terwijl Ilbandornis en Genyornis schedels hebben van vergelijkbare grootte als emoes, hebben andere dromornithiden zoals Bullockornis en Dromornis veel robuustere schedels met grote snavels; deze werden vroeger beschouwd als een aanpassing voor carnivorie, maar hun stompe randen en het ontbreken van een gehaakte punt geven aan dat de soorten herbivoor waren. Het is daarom waarschijnlijk dat de verschillen in schedelvorm het gevolg zijn van verschillen in voeding.
Er zijn momenteel twee soorten opgenomen in het geslacht, Ilbandornis lawsoni en Ilbandornis woodburnei. Beide zijn bekend van de Alcoota Fossil Beds in het Northern Territory, uit sedimenten van de Waiteformatie die dateren uit het Laat-Mioceen. De lokale fauna op de Alcoota vindplaats bevat nog een andere dromornithide soort, de gigantische Dromornis stirtoni.
Fossielen dateren uit het Laat-Mioceen en zijn gevonden bij Alcoota Station in het Northern Territory, een gebied dat in deze periode bedekt was met open bossen.